# Diamond League
La Diamond League són una sèrie d'esdeveniments anuals d'atletisme que començaren a fer-se des de l'any 2010, començant amb la IAAF Diamond League de 2010. És organitzat per l'Associació Internacional de Federacions d'Atletisme (IAAF) i està destinada a reemplaçar a la IAAF Golden League, la qual se celebrava anualment des de 1998.
Està composta de catorze dates al llarg de l'any. Mentre que la Golden League va ser formada per incrementar el perfil de lideratge de les competicions de l'atletisme europeu, la Diamond League té com a objectiu "millorar l'atractiu mundial d'atletisme anant fora d'Europa per primera vegada." A més dels actuals membres de la Golden League i altres reunions d'Europa, la nova sèrie inclourà esdeveniments en els Estats Units, la Xina i Qatar.

## Cites
Els següents 14 esdeveniments esportius han sigut confirmats per l'any 2010:
| Data            | Nom                             | Estadi                            | Ciutat      | País            |
| --------------- | ------------------------------- | --------------------------------- | ----------- | --------------- |
| 14 de maig      | Qatar Athletic Super Grand Prix | Estadi Khalifa International      | Doha        | Qatar           |
| 23 de maig      | Shanghai Golden Grand Prix      | Estadi de Xanghai                 | Xangai      | R.P. de la Xina |
| 4 de juny       | Bislett Games                   | Estadi Bislett                    | Oslo        | Noruega         |
| 10 de juny      | Golden Gala                     | Estadi Olímpic de Roma            | Roma        | Itàlia          |
| 19 de juniol    | Adidas Grand Prix               | Estadi Icahn                      | Nova York   | Estats Units    |
| 3 de juliol     | Prefontaine Classic             | Hayward Field                     | Eugene      | Estats Units    |
| 8 de juliol     | Athletissima                    | Stade de La Pontaise              | Lausanne    | Suïssa          |
| 11 de juliol    | Gran Premi Britànic d'atletisme | Estadi Internacional de Gateshead | Gateshead   | Regne Unit      |
| 16 de juliol    | Meeting Areva                   | Stade de France                   | Saint-Denis | França          |
| 22 de juliol    | Herculis                        | Estadi Louis II                   | Montecarlo  | Mònaco          |
| 6 d'agost       | DN Galan                        | Estadi Olímpic d'Estocolm         | Estocolm    | Suècia          |
| 13 i 14 d'agost | London Grand Prix               | Crystal Palace                    | Londres     | Regne Unit      |
| 19 d'agost      | Weltklasse Zürich               | Letzigrund                        | Zúric       | Suïssa          |
| 27 d'agost      | Memorial van Damme              | Estadi Rei Balduí                 | Brussel·les | Bèlgica         |